# Ya le llaman Providencia
Ya le llaman Providencia (título original en italiano: La vita, a volte, è molto dura, vero Provvidenza?, lit. 'La vida, a veces, es muy dura, ¿verdad, Providencia?') es una película de comedia y spaghetti western italo-española de 1972 dirigida por Giulio Petroni. La película fue un éxito de taquilla y generó una secuela inmediata, Ci risiamo, vero Provvidenza? («Allá vamos de nuevo, ¿verdad, Providence?»).

## Argumento
En el Viejo Oeste, el cazarrecompensas Providencia (Tomás Milián) captura al bandido Hurricane Kid (Gregg Palmer) y lo libera varias veces para ganar la recompensa en tantos estados como sea posible.

## Reparto
- Tomás Milián: Providencia.
- Gregg Palmer: Hurricane Kid Smith.
- Janet Ågren: Stella.
- Dieter Eppler: Sheriff Howard Pendleton.
- Maurice Poli: Sheriff von Keensburg.
- Giovanni Cianfriglia: El retador (acreditado como Ken Wood).
- Paul Muller: Sr. Summitt.
- Mike Bongiorno: Mike Goodmorning.
- Gabriella Giorgelli: Hermana.
- Horst Janson: Sheriff del pueblo.